# Asbury Lake
Asbury Lake és una concentració de població designada pel cens dels Estats Units a l'estat de Florida. Segons el cens del 2000 tenia 2.228 habitants.

## Demografia
Segons el cens del 2000, Asbury Lake tenia 2.228 habitants, 799 habitatges, i 698 famílies. La densitat de població era de 256 habitants per km².
Dels 799 habitatges en un 30,7% hi vivien nens de menys de 18 anys, en un 80% hi vivien parelles casades, en un 5,4% dones solteres, i en un 12,6% no eren unitats familiars. En el 10,1% dels habitatges hi vivien persones soles el 5,1% de les quals corresponia a persones de 65 anys o més que vivien soles. El nombre mitjà de persones vivint en cada habitatge era de 2,79 i el nombre mitjà de persones que vivien en cada família era de 2,98.
Per edats la població es repartia de la següent manera: un 22,5% tenia menys de 18 anys, un 5,9% entre 18 i 24, un 23,9% entre 25 i 44, un 35,5% de 45 a 60 i un 12,2% 65 anys o més.
L'edat mediana era de 44 anys. Per cada 100 dones de 18 o més anys hi havia 98,3 homes.
La renda mediana per habitatge era de 65.476 $ i la renda mediana per família de 70.278 $. Els homes tenien una renda mediana de 47.000 $ mentre que les dones 30.167 $. La renda per capita de la població era de 26.398 $. Entorn del 4,2% de les famílies i el 3,8% de la població estaven per davall del llindar de pobresa.

## Poblacions més properes
El següent diagrama mostra les poblacions més properes.